# Lujo Brentano
Pour les articles homonymes, voir Brentano.
 (février 2019).
Si vous disposez d'ouvrages ou d'articles de référence ou si vous connaissez des sites web de qualité traitant du thème abordé ici, merci de compléter l'article en donnant les références utiles à sa vérifiabilité et en les liant à la section « Notes et références ».
Ludwig Joseph (Lujo) Brentano, né le 18 décembre 1844 à Aschaffenbourg et mort le 9 septembre 1931 à Munich, est un économiste et un réformateur social allemand.

## Biographie
Lujo Brentano est né en 1844 à Aschaffenbourg au sein d'une famille catholique allemande d'origine italienne. Après avoir été à l'école d'Augsbourg et d'Aschaffenbourg, il part étudier à l'étranger au Trinity College de Dublin, avant de revenir étudier en Allemagne à Münster, à Munich, à Heidelberg (doctorat de droit), à Wurtzbourg, à Göttingen (doctorat en sciences économiques), puis enfin à Berlin où il obtient une habilitation en sciences économiques en 1871.
Il est professeur d'économie dans diverses universités : Breslau, Strasbourg, Vienne, Leipzig mais s'implanta de façon plus importante à l'université de Munich (1891–1914).
En 1914, il fut un des signataires du Manifeste des 93.
Durant le courte période de la République socialiste de Bavière conduite par Kurt Eisner (novembre 1918–février 1919), il fut ministre du Commerce pendant quelques jours en décembre 1918.
Lujo Brentano meurt en 1931 à Munich à l'âge de 86 ans.
Brentano fut un Kathedersozialist (réformateur socialiste ou socialiste de la chaire) et fut membre de la Verein für Socialpolitik. Son influence fut importante concernant l'économie sociale de marché.

## Œuvres
- 1871-1872. Die Arbeitergilden der Gegenwart. 2 vols., Leipzig: Duncker & Humblot.
- 1901. Ethik und Volkswirtschaft in der Geschichte. Novembre 1901. Munich, Wolf.
- 1910. "The Doctrine of Malthus and the Increase of Population During the Last Decades." Economic Journal vol. 20(79), p. 371-93
- 1923. Der wirtschaftende Mensch in der Geschichte. Leipzig: Meiner. Réimpression Marbourg: Metropolis, 2008
- 1927-1929. Eine Geschichte der wirtschaftlichen Entwicklung Englands. 4 vols., Iéna, Gustav Fischer.
- 1929. Das Wirtschaftsleben der antiken Welt. Jena: Fischer.
- 1931. Mein Leben im Kampf um die soziale Entwicklung Deutschlands. Iéna, Diederichs. Réimpression Marbourg: Metropolis, 2004
- 1877-1924. Der tätige Mensch und die Wissenschaft von der Volkswirtschaft. Réimpression Marbourg: Metropolis, 2006
- 1924. Konkrete Bedingungen der Volskwirtschaft. Leipzig: Meiner. Réimpression Marbourg: Metropolis, 2003

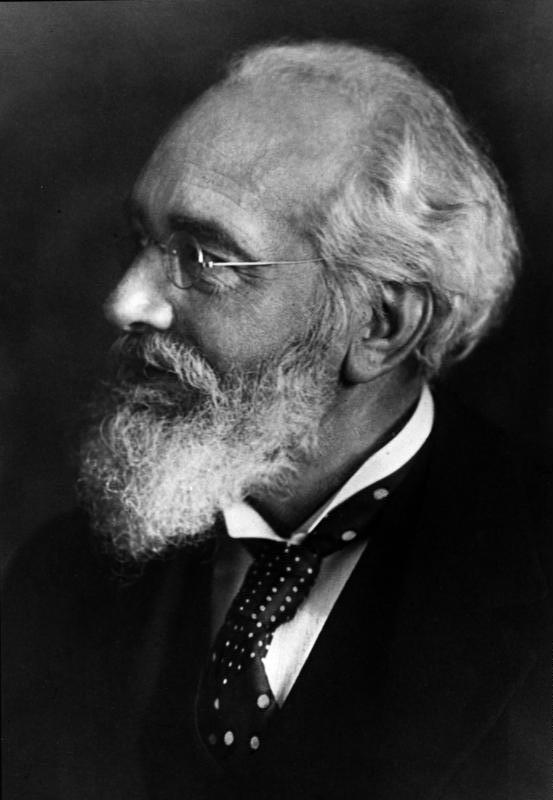
Brentano en 1926, à Munich